# Greenwater (Washington)
Greenwater je obec v okrese Pierce v americkém státě Washington. V roce 2010 zde žilo 67 obyvatel, z nichž 97 % tvořili běloši a 3 % Asiaté. Nikdo v obci nebyl hispánského původu. Nachází se na soutoku Bilé řeky s řekou Greenwater.